# 趙汝翰
趙汝翰（?—?），山東省登州府黃縣人，清朝政治人物、進士出身。
光緒九年（1883年），参加癸未科殿試，登進士二甲20名。同年五月，改翰林院庶吉士。光緒十二年四月，散館，授翰林院編修。